# إسرائيل بوتر
إسرائيل بوتر: سنواته الخمسون في المنفى هو الكتاب الثامن للكاتب الأمريكي هرمان ملفيل، نُشر لأول مرة على شكل سلسلة في مجلة بوتنام الشهرية بين يوليو عام 1854 ومارس عام 1855، ثم نُشر على شكل كتاب من إعداد جي. بّي. بوتنام وشركائه في مارس عام 1855. نُشرت أيضًا نسخة مُقرصنة في لندن من قِبل جورج روتليدج في مايو عام 1855. يستند الكتاب بشكل طليق إلى كُتيب سيرة ذاتية (من 108 صفحات) حصل عليها ميلفيل في أربعينيات القرن التاسع عشر، حياة ومغامرات إسرائيل آر. بوتر البارزة (بروفيدنس، رود آيلاند، 1824).

## ملخص الحبكة
ترك إسرائيل بوتر محراثه للقتال في الثورة الأمريكية، وزُجّ فورًا في معركة بونكر هيل، حيث أُصيب بجروح متعددة. لم يردعه ذلك، فقد تطوع للعمل الإضافي بعد سماعه خطابًا مثيرًا للجنرال جورج واشنطن، وهذه المرة في البحر، حيث انتظره المزيد من سوء الحظ. اعتقلت البحرية البريطانية إسرائيل وأُخذته إلى إنجلترا. ومع ذلك هرب، ما أدى إلى سلسلة من الأحداث المذهلة واجتماعات مع أشخاص بارزين. صادف إسرائيل على طول الطريق الملك جورج الثالث، الذي راق له متمرد اليانكي ولجأ إليه في حدائق كيو؛ وبنجامين فرانكلين، الذي دفع إسرائيل للعمل جاسوسًا؛ جون بول جونز، الذي دعا إسرائيل للانضمام إلى طاقمه على متن سفينة ذا رينجر؛ وإيثان ألين، الذي حاول إسرائيل تحريره من سجن بريطاني. يبلي إسرائيل بلاء حسنًا خلال هذه المغامرات، لكن لم تجعله بسالته الوطنية يقترب من حلمه بالعودة إلى أمريكا. وجد إسرائيل نفسه في لندن بعد الحرب، حيث ينحدر إلى الفقر. عاد أخيرًا إلى بيركشايرز المحببة إليه، بعد خمسين عامًا من ترك محراثه. على أي حال، تبقى بعض الأشياء كما هي. لا يلبث أن يموت إسرائيل، ويُنسى اسمه، فيموت في نفس اليوم الذي سقطت فيه شجرة البلوط الأقدم على أرضه الأصلية.

## الأساس الوقائعي
كان إسرائيل بوتر (1754-1826) شخصًا حقيقيًا وُلد في كرانستون، رود آيلاند. حسب روايته الخاصة، في مذكرات بعنوان حياة ومغامرات إسرائيل آر. بوتر البارزة (نُشرت عام 1824)، كان من قدامى المحاربين في معركة بونكر هيل، وهو بحار في البحرية الثورية، وسجين بريطاني، وهارب في إنجلترا، وعميل سري وساعٍ في فرنسا، ومنفي مدة 45 عامًا من بلده الأصلي ليصبح عاملًا فقيرًا وبائعًا متجولًا في لندن. تجمع قصة ميلفيل بين عدد من لقاءات بوتر الفعلية، مع الملك جورج الثالث وهورن توكي وبنجامين فرانكلين، وأخرى لم تحصل، مع إيثان ألين وجون بول جونز.

## التلقي
تعد الرواية ذات الستين ألف كلمة أقصر بكثير من الروايات الكبرى، ولكنها أطول بكثير من اثنتين من أعظم قصص ميلفيل، «بارتليبي، الكاتب العمومي» و«بينيتو سيرينو»، اللتين كُتبتا خلال نفس الفترة، وشُملتا السنة التالية في حكايات بياتزا. تبع ذلك الفشل النقدي والتجاري الكارثي لروايته السابقة، بيير: أو، الغموض. كره ميلفيل العمل النهائي وادعى أنه كتبه في أسرع وقت ممكن للحصول على المال. اعتُبرت هذه الرواية عن الثورة الأمريكية، التي شوهها بطل سلبي وشاحب وسيئ الحظ بشكل مدهش وبنهاية مخيبة للآمال إلى الحد الذي يبعث الاكتئاب، فشلًا تجاريًا كليًا. حاول العديد من النقاد في السنوات الأخيرة القول إن الرواية تُظهر ميلفيل بالارتياح في قوته السردية وتنغمس في مواهبه الكبيرة بالفكاهة، والتوصيف الماكر، والفعل العرضي، والتهوين المقلق. إنه أحد أسهل كتبه قراءة، وهو الأمر الأكثر إثارة للدهشة، إذ تبعه رجل الثقة في عام 1857، الذي ربما كان أصعب أعمال النثر.